# Виборзька відозва

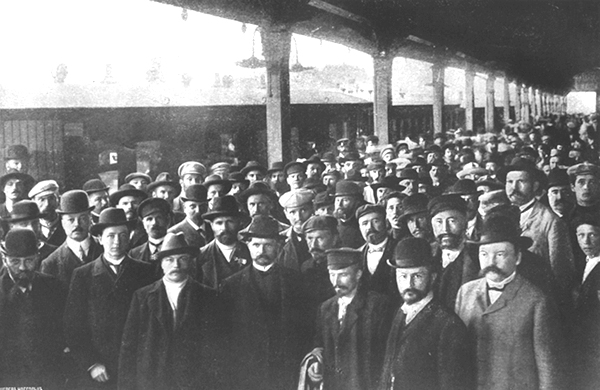
Колишні депутати Державної думи на вокзалі міста Виборг

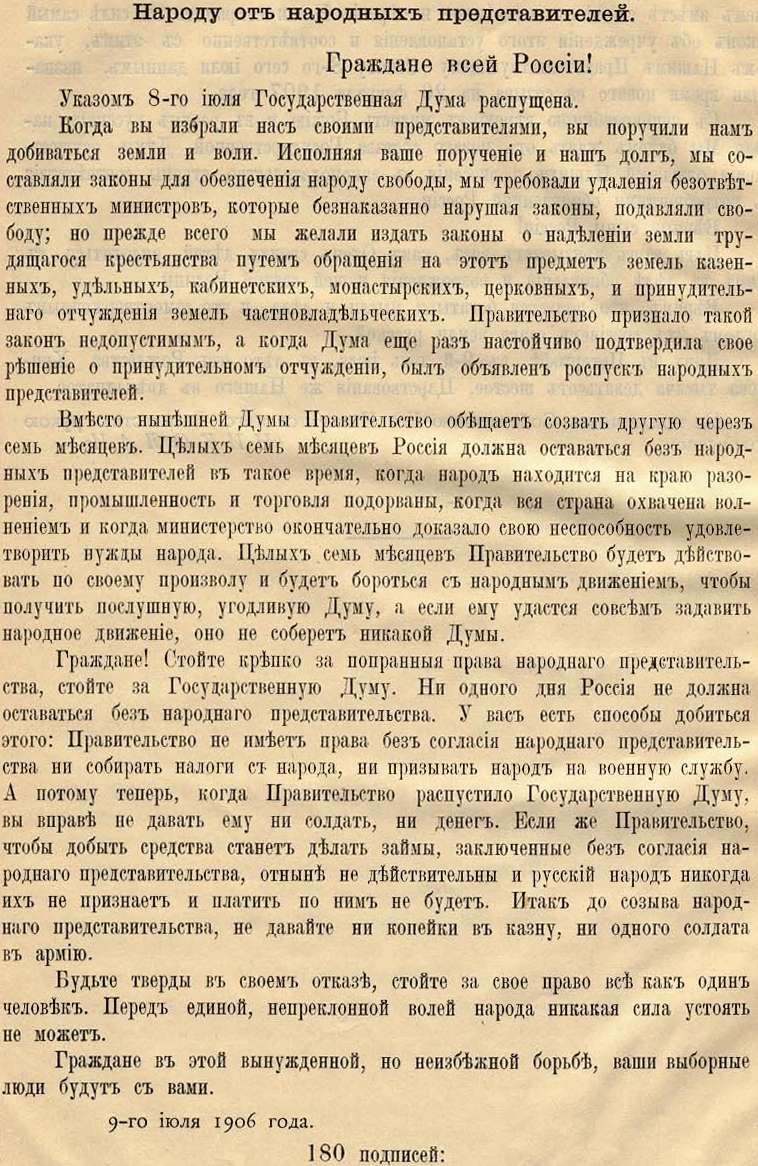

Виборзька відозва (рос. Выборгское воззвание) — поширена в літературі назва звернення від 9 (22) липня 1906 «Народові від народних представників», складеного в місті Виборг і підписаного значною групою депутатів Державної думи Російської імперії I скликання через два дні після її розпуску указом імператора Миколи II.
Вважаючи склад депутатів надто ліберальним і навіть революційним, імператор Микола II 21(08) липня 1906 року видав рескрипт, за яким I Державна дума, що пропрацювала лише 72 дні, розпускалася, а скликання 2-ї Державної думи оголошувалося через 8 місяців. Обурені свавіллям царської влади, понад 200 демократично налаштованих депутатів (кадети, трудовики, соціал-демократи) 22–23 (9–10) липня переїхали із Санкт-Петербурга до м. Виборг (нині місто Ленінградської області, Росія), провели там нараду й підписали відозву «Народові від народних представників», в якій, засудивши свавілля царизму, закликали громадян усієї країни до початку роботи 2-ї Думи «не давати ні копійки в казну, ні одного солдата в армію». Відозва оголошувала недійсними всі закордонні угоди Російської імперії про позики уряду, укладені без згоди народних представників. За даними поліції, ця відозва була надзвичайно популярною серед трудящих і швидко розповсюджувалася в країні у виданнях підпільних соціал-демократичних друкарень, у тому числі УСДРП. 170 депутатів, які підписали Виборзьку відозву, в тому числі члени Української думської громади Володимира Шемета, Павла Чижевського, Андрія В'язлова, Євгена Шольпа, Федора Штейнгеля, Трохима Нестеренка та інших, було притягнено до суду й засуджено до тримісячного тюремного ув'язнення в буцегарні «Крєсти» та позбавлення виборчих прав на час виборів до 2-ї Державної думи.